# Cemitério São Francisco de Assis (Florianópolis)
O Cemitério São Francisco de Assis é um cemitério localizado em Florianópolis, no bairro Itacorubi, sendo por isso também popularmente conhecido como Cemitério do Itacorubi. É o maior cemitério de Santa Catarina, tendo mais de 90 mil m² e cerca de 18 mil sepulturas.
Foi aberto em 1915 na então localidade das Três Pontes, após décadas de pedidos por um cemitério mais afastado do Centro de Florianópolis, onde ficava o então cemitério público na região do atual Parque da Luz. Os mortos deste cemitério foram transferidos para lá devido à construção da Ponte Hercílio Luz entre 1923 e 1926, com o cemitério no Itacorubi sendo oficialmente inaugurado e se tornando a principal necrópole da cidade em 17 de novembro de 1925.

## História

### O antigo cemitério
Até a década de 1920, o Morro do Vieira, no oeste do atual Centro de Florianópolis, era o local do Cemitério Público local. Criado pela lei em 22 de abril de 1840 em um local onde já eram enterrados pessoas escravizadas, indigentes e animais, foi aberto às pressas no dia 1º de junho do ano seguinte devido a uma epidemia na cidade. Até então, os enterros eram, geralmente, nas igrejas ou perto delas, e o novo cemitério também era uma forma de secularizar os ritos fúnebres.
Conforme a cidade foi crescendo, cresceu também um incômodo com a presença do cemitério em uma parte tão visível da cidade, bem na entrada para quem chegava pela Baía Norte. Em 1887, o presidente de Santa Catarina Augusto Fausto de Souza reclamou não apenas disso, mas também da possível contaminação das águas da cidade pelo necrochorume e do cheiro levado pelo vento. Em 1888, surge a primeira lei buscando um terreno para um novo cemitério, mas as reclamações feitas por políticos e populares sobre o cemitério no Morro do Vieira seguiram pelas décadas seguintes.

### O cemitério das Três Pontes
Uma nova lei é feita em 1912 para comprar um terreno adequado para o novo cemitério público, com algumas diretrizes de instalação como o encerramento do cemitério antigo. O terreno é encontrado no atual bairro Itacorubi, chamado na época de Três Pontes, tendo dezessete mil metros quadrados iniciais - na atualidade, tem mais de noventa.
Em 1915, o cemitério nas Três Pontes abre, mas sem cumprir as diretrizes. A população preferia realizar os sepultamentos no cemitério antigo, que era mais próximo de suas casas. Apenas em 1923, quando as obras de construção da Ponte Hercílio Luz exigem a retirada, começam os trabalhos de transferência dos mortos do Centro para outros cemitérios, principalmente para a nova necrópole nas Três Pontes. Haviam cerca de trinta mil restos mortais, e nem todos puderam ser identificados. Em 1926, quando a ponte foi aberta, o cemitério antigo já não existia mais. O local é atualmente ocupado pelo Parque da Luz.

## O cemitério
Com mais de 90 mil metros quadrados e cerca de 18 mil sepulturas, o Cemitério São Francisco de Assis é o maior de Florianópolis e de Santa Catarina. Existem ainda alas especiais dentro do Cemitério São Francisco de Assis, como o cemitério da Comunidade Alemã de Florianópolis, que é voltado a imigrantes alemães e descendentes, e um setor voltado a muçulmanos.
Em 1997, foi anunciado o esgotamento do espaço do cemitério. Soluções paliativas foram feitas nas décadas seguintes, com pequenas expansões e verificação de jazigos abandonados, mas na atualidade praticamente não há mais espaços definitivos para abrigar novos sepultamentos.
A Autarquia de Melhoramentos da Capital (Comcap) é a administradora do cemitério.

## Personalidades sepultadas
Como o principal cemitério da capital catarinense, é natural que tenham sido sepultados no Cemitério São Francisco de Assis diversas personalidades da cidade e do estado. Em 1925, o "primeiro sepultado" foi o próprio projetista do cemitério, Waldemar Viegas.
Entre outros políticos, estão ali ex-governadores catarinenses como Vidal Ramos, Jorge Lacerda, Celso Ramos e Aderbal Ramos da Silva, além de diversos ex-prefeitos florianopolitanos; também o fundador da Universidade Federal de Santa Catarina Henrique Fontes, a ex-deputada Antonieta de Barros, e personalidades culturais como Franklin Cascaes, Aldírio Simões, Dascuia, Nega Tide e Zininho. No dia 12 de abril de 1980, o cemitério recebeu a maior parte dos mortos na tragédia com o voo 303 da Transbrasil. Foram 43 sepultamentos, incluindo as irmãs Rosemary e Jane Koerich. As irmãs e também Vida Machado, falecida ainda criança, costumam ser alvo de devoção de visitantes.

### Lista de pessoas notórias sepultadas
- Aderbal Ramos da Silva e Ruth Hoepeck da Silva[13] - advogado, empresário e político brasileiro, Aderbal foi governador do Estado de Santa Catarina, e Ruth a primeira-dama. Ela era neta do empresário Carl Hoepcke, e ele, de Vidal Ramos.
- Aldírio Simões - personalidade cultural da cidade, era chamado de "rei dos manés" em referência ao seu conhecimento e divulgação da cultura local.
- Antonieta de Barros - professora e jornalista, foi a primeira mulher negra a assumir um mandato popular no Brasil e a primeira deputada estadual brasileira.
- Antônio Henrique Bulcão Viana - político brasileiro.[14]
- Ari Oliveira - advogado e político, foi prefeito de Florianópolis.
- Carl Hoepcke - empresário teuto-brasileiro.
- Celso Ramos - empresário e político brasileiro, foi governador do Estado de Santa Catarina.
- Cláudio Alvim Barbosa, o Zininho - Compositor brasileiro, criador do hino de Florianópolis, o Rancho de Amor à Ilha.
- Dascuia - personalidade do carnaval, deu nome a escola de samba florianopolitana.
- Ferdinand Hackradt - empresário teuto-brasileiro.[15]
- Franklin Cascaes - professor, folclorista, ceramista, antropólogo, gravurista e escritor, foi um notório pesquisador da cultura açoriana.
- Heitor Blum -  historiador e político, foi prefeito de Florianópolis.
- Henrique Fontes -  professor e político, foi fundador da UFSC.[16]
- Jane e Rosemary Koerich -  irmãs pertencentes a família Koerich, faleceram no acidente do Voo 303.
- Jorge Lacerda - político brasileiro, foi governador do Estado de Santa Catarina.[17]
- Nega Tide - personalidade do carnaval, a Eterna Cidadã-Samba.
- Paulo de Tarso da Luz Fontes - político brasileiro, foi prefeito de Florianópolis.
- Vidal Ramos - político brasileiro, foi senador e governador do Estado de Santa Catarina.
- Sylvia Amelia Carneiro da Cunha - advogada e jornalista brasileira.[18]